# EPR-paradoxon
Az EPR-paradoxon (Einstein–Podolsky–Rosen-paradoxon) a kvantummechanika egyik nevezetes gondolatkísérlete, amelynek eredeti célja az elmélet nem-teljes voltának demonstrálása volt, később pedig a kísérleti ellenőrzésében játszott szerepet.
A modern értelmezés szerint az EPR-paradoxon lényege az az állítás, hogy a kvantummechanika nem lehet egyszerre lokális, realista és teljes elmélet. A különböző interpretációk más-más elvet vetnek el a háromból.

## A gondolatkísérlet rövid leírása
Az EPR-paradoxon Bohm által adott (EPRB-paradoxonnak is nevezett) megfogalmazásában egy forrás két elektront bocsát ki, amelyek együttes spinje nulla, és mindkettő a pozitív és a negatív spin kvantum-szuperpozíciójában van (azaz a két részecske összefonódott állapotban van). A részecskék eléggé eltávolodnak egymástól ahhoz, hogy fénysebességnél lassabb kölcsönhatás ne jöhessen közöttük számításba. Ha ezek után a két részecske spinjét megmérjük a (tetszőlegesen választott) z tengely mentén, azt kapjuk, hogy ellentétes spinűek. Ha az x tengely mentén mérjük meg, ugyanezt kapjuk. A másodjára mért részecskénél tehát a mérés eredménye determinisztikus (az első részecskénél mért érték ellentéte).
A Heisenberg-féle határozatlansági reláció szerint egy részecske spinje két, egymásra merőleges irányban egyszerre nem mérhető meg. Így, ha megmérjük az első részecskén a z, majd a másodikon az x tengely menti spint, a második részecske x irányú spinje nem lehet ellentéte az első részecske mérések előtti spinjének, mert akkor az első részecske mindkét iránybeli spinjét ismernénk. Így tehát az első részecske z irányú mérésének valahogy „el kell rontania” a második részecske x irányú spinjét, éppúgy, ahogy a saját x irányú spinjét elrontja. A két részecske azonban – ha a lokalitást elfogadjuk – túl messze van ahhoz, hogy bármiféle kölcsönhatás felléphessen közöttük.

## Az EPR-paradoxon története
A paradoxont Albert Einstein, Boris Podolsky és Nathan Rosen publikálta 1935-ben. Érvelésük szerint 1) a spin a rendszer egy olyan tulajdonsága, amelyet teljes biztonsággal meg tudunk jósolni anélkül, hogy megzavarnánk a rendszert, tehát fizikai valósággal bír; 2) az egymásra merőleges spinek a koppenhágai interpretáció szerint egyidejűleg nem bírhatnak fizikai realitással; 3) tehát a kvantummechanika nem teljes elmélet (nem rendelhető benne a fizikai valóság minden eleméhez az elmélet egy-egy eleme).
Niels Bohr válaszcikkében kifejtette a komplementaritás elvét.
David Bohm 1951-ben javasolt egy egyenértékű, de könnyebben kivitelezhető kísérleti elrendezést, amelyben két olyan atom szerepel, amelyek együttes spinje nulla. 1964-ben John Bell ez alapján megfogalmazta a Bell-egyenlőtlenséget, amely egy, a kvantummechanikából levezethető statisztikus jóslat, ami összeegyeztethetetlen a rejtett paraméteres elméletek jelentős részével. 1982-ben Alain Aspect elvégezte a Bell-egyenlőtlenség kísérleti ellenőrzését.